# Bronchografi paa Børn
Bronchografi paa Børn er en dansk dokumentarfilm fra 1946 produceret af Minerva Film.

## Handling
Modifikation af Singers metode. Røntgenfotografering efter indgivelse af skyggemåltid. Dronning Louises Børnehospital i København.